# جملاوات
الجملاوات (الاسم العلمي: Camelinae ) هي أسرة من الحيوانات تتبع الفصيلة الجمليات من رتبة مزدوجات الأصابع.

## قبائل الجملاوات
- الجملاوية
  - الجمل
- اللاماوية
  - اللاما
  - الفكونة